# Hatohobei (stan)

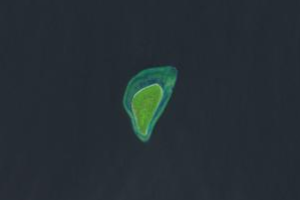
Zdjęcie satelitarne Tobi (Landsat 8)

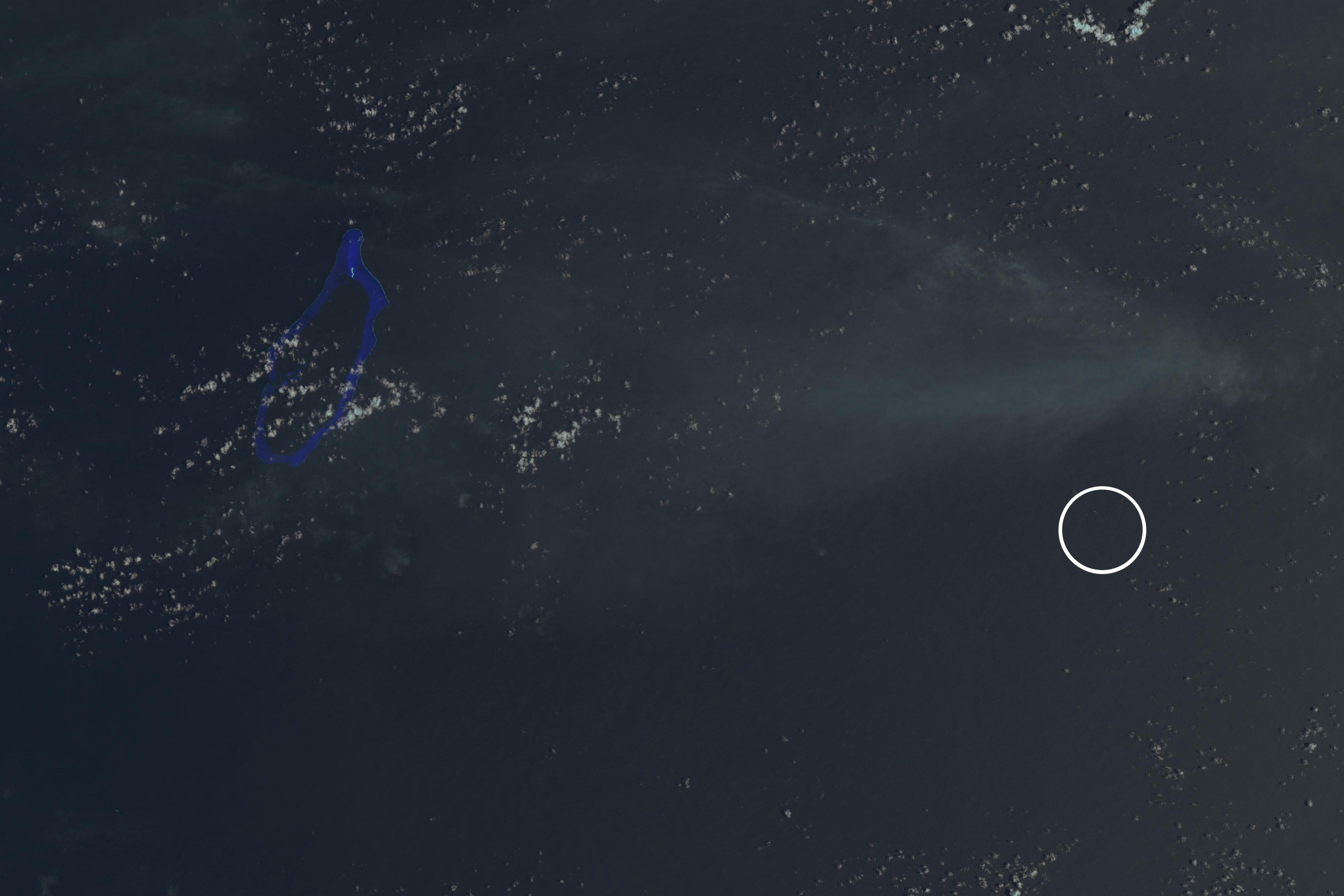
Zdjęcie satelitarne Helen Reef (po lewej) z zaznaczoną kółkiem domniemaną lokalizacją Transit Reef

Hatohobei (nazwa własna z języka tobi) – jeden z 16 stanów Palau.
Stan ten jest najbardziej wysuniętą na południe jednostką podziału administracyjnego państwa. W jego skład wchodzą dwie zamieszkane (w tym jedna czasowo) wyspy oraz zależnie od źródła – mielizna lub niezamieszkany fragment lądu. W skład stanu wchodzą wyspy Tobi oraz Helen Reef. Druga z nich jest jedynie czasowo zamieszkiwana. Na mapach występuje również Transit Reef – w zależności od źródła uważana za mieliznę lub wyspę, jednak jej istnienie jest mało prawdopodobne; nie jest ona dostrzegalna na zdjęciach satelitarnych. Łączna powierzchnia stanu wynosi około 0,88 km².
Języki używane w tej jednostce administracyjnej to sonsoroleski, tobijski oraz angielski.
Wyspy jednostki administracyjnej Hatohobei, razem z wyspami Sonsorol, tworzą Wyspy Południowo-Wschodnie Palau.
Jednostka administracyjna Hatohobei dzieli się na dwie lokalne wspólnoty, odpowiadające dwóm tworzącym ją wyspom. Na Tobi znajduje się jedyna zamieszkana na stałe osada.
Wspólnoty tworzące stan Hatohobei to:
| Lp. | Wspólnota (wyspa)        | Miejscowość | Powierzchnia (km²) | Liczba ludności (spis z roku 2000) | Współrzędne                               |
| --- | ------------------------ | ----------- | ------------------ | ---------------------------------- | ----------------------------------------- |
| 1.  | Tobi (Hatohobei)         | Hatohobei   | 0,85               | 20                                 | 3°00′22″N 131°07′26″E/3,006111 131,123889 |
| 2.  | Helen Reef (Hotsarihie)  | –           | 0,03               | 3                                  | 3°00′N 131°11′E/3,000000 131,183333       |
| 3.  | Transit Reef (Pieraurou) | –           | –                  | –                                  | 2°47′N 132°32′E/2,783333 132,533333       |
|     | Stan Hatohobei           | Hatohobei   | 0,88               | 23                                 |                                           |